# Ezinne Kalu
Ezinne Josephine Kalu (Newark, 22 gennaio 1993) è una cestista statunitense con cittadinanza nigeriana.

## Carriera
Con la Nigeria ha disputato i Giochi olimpici di Tokyo 2020, i Campionati del mondo del 2018 e tre edizioni dei Campionati africani (2017, 2019, 2021).